# Mariendals Sogn
Mariendals Sogn er et sogn i Frederiksberg Provsti (Københavns Stift). Sognet ligger i Frederiksberg Kommune og det gamle Sokkelund Herred (Københavns Amt). I Mariendals Sogn ligger Mariendals Kirke.
Mariendals Sogn består af jorder, der er udstykket fra landstedet Mariendal, hvis ejer Niels Josephsen (1836-1905) sammen med sin hustru Thora havde bekostet Mariendals Kirke. Justitsråd Josephsen nærede en stor forkærlighed for det græske kongehus og lod flere veje opkalde efter græske kongelige. Det drejer sig om Kong Georgs Vej efter Georg 1. af Grækenland, Dronning Olgas Vej efter Olga Konstantinovna af Rusland, Prins Constantins Vej efter Konstantin 1. af Grækenland og Kronprinsesse Sofies Vej efter prinsesse Sophie af Preussen.
I Mariendals Sogn findes flg. autoriserede stednavne:
- Bispeengbuen
- Fuglebakken (station)
- Mariendal